# Valley Girl (singolo)
Valley Girl è un singolo di Frank Zappa e Moon Unit Zappa pubblicato nel 1982 da Barking Pumpkin Records in formato 7" e 12", estratto dall'album Ship Arriving Too Late to Save a Drowning Witch.

## Composizione e pubblicazione
La novelty è stata composta e interpretata dal musicista statunitense Frank Zappa e da sua figlia (all'epoca quattordicenne) Moon Unit Zappa.
Moon fornì a Frank la maggior parte dell'ispirazione e del contenuto della canzone, fornendo un monologo in stile "valley girl", termine che nello slang statunitense identifica l'adolescente della San Fernando Valley, una sorta di tipica ragazzina teenager della quale aveva imparato a copiare lo slang, parlandoci insieme alle feste e a scuola. Zappa intendeva ridicolizzare il gergo giovanile e il substrato culturale delle adolescenti dell'epoca, ma il successo del singolo rese popolare lo stereotipo della "Valley Girl" in tutta l'America. Si tratta di uno dei brani di Zappa dalla struttura più convenzionale essendo suonato interamente in tempo 4/4,
La traccia venne pubblicata per la prima volta nell'album Ship Arriving Too Late to Save a Drowning Witch. Del singolo esistono numerose versioni, pubblicate in formato vinilico a 7" e 12", musicassetta e in seguito ristampato su CD single. Dei lati B, due provengono dal medesimo album di Valley Girl: No Not Now e Teen-Age Prostitute. Le altre B-side erano You Are What You Is e una versione della title track che si dissolve durante la conclusione. Valley Girl è anche contenuta nell'album postumo Strictly Commercial (1995).

## Accoglienza
Dal momento che riuscì a piazzarsi alla trentaduesima posizione nella classifica Billboard Hot 100, Valley Girl fu l'unica traccia del compositore a entrare nella top 40 negli Stati Uniti.

## Tracce

### 7", 45 RPM (Barking Pumpkin Records)
1. Valley Girl – 4:59
2. You Are What You Is – 4:22

Durata totale: 9:21

### 7", 45 RPM (CBS Records)
1. Valley Girl – 4:49
2. No Not Now – 5:50

Durata totale: 10:39
1. Valley Girl – 3:47
2. Teenage Prostitute – 2:40

Durata totale: 6:27

## Classifiche
| Titolo      | Classifica      | Posizione |
| ----------- | --------------- | --------- |
| Valley Girl | Mainstream Rock | 12        |
| Valley Girl | Pop Singles     | 32        |